# Tik Tak Audio
Tik Tak Audio је македонска издавачка кућа за гласовну и звучну продукцију основана 2014. године.

## Српске синхронизације
| Година синх. | Програм                          | Емитовање |
| ------------ | -------------------------------- | --------- |
| 2020.        | Краљевски спасиоци               |           |
| 2020.        | Тафи                             |           |
| 2021.        | Пет и Свет                       |           |
| 2021.        | Фанџизи!                         |           |
| 2021.        | Том и Џери                       |           |
| 2021.        | Мистер Бин: Цртана серија (С1-4) |           |
| 2022.        | Том и Џери у Њујорку             |           |